# Supporters Range
Supporters Range är en bergskedja i Antarktis. Den ligger i Östantarktis. Nya Zeeland gör anspråk på området.
Supporters Range sträcker sig 27,5 kilometer i nord-sydlig riktning. Den högsta toppen är Mount Westminster, 3 526 meter över havet.
Topografiskt ingår följande toppar i Supporters Range:
- Mount Iveagh
- Mount Kinsey
- Mount Westminster